# Medetera canadensis
Medetera canadensis är en tvåvingeart som beskrevs av Daniel J. Bickel 1985. Medetera canadensis ingår i släktet Medetera och familjen styltflugor.
Artens utbredningsområde är New Brunswick. Inga underarter finns listade i Catalogue of Life.